# Loi de Sieverts
La loi de Sieverts, en métallurgie physique et en chimie, énonce que la solubilité d'un gaz diatomique dans un métal est proportionnelle à la racine carrée de la pression partielle de ce gaz à l'équilibre thermodynamique. L'hydrogène, l'oxygène et l'azote sont des exemples de gaz diatomiques dissout d'intérêt dans la métallurgie. Cette loi est nommée d'après le chimiste allemand Adolf Sieverts (1874-1947). 

## Justification
La loi de Sieverts peut être facilement justifiée en considérant la réaction de dissolution du gaz dans le métal, qui implique la dissociation de la molécule de gaz. Par exemple, pour l'azote :
N2 (gaz moléculaire) ⇌ 2 N (atomes dissous)
Pour la réaction ci-dessus, la constante d'équilibre, K, vaut :
{\displaystyle K={{c_{at}}^{2} \over {p_{mol}}}}
Où :
- cat est la concentration des atomes dissous dans le métal (dans le cas ci-dessus l'azote atomique N)
- pmol est la pression partielle du gaz à l'interface avec le métal (dans le cas ci-dessus, l'azote moléculaire N2)

Par conséquent,
{\displaystyle c_{at}={\sqrt {Kp_{mol}}}}